# Junoniini
Junoniini es una tribu de lepidópteros perteneciente a la familia Nymphalidae que se encuentra desde México a Sudamérica.

## Géneros
- Junonia Hübner, 1819
- Precis Hübner, 1819
- Protogoniomorpha Wallengren, 1857 (anteriormente en Salamis)
- Salamis Boisduval, 1833
- Yoma Doherty, 1886

Algunas clasificaciones incluyen (Hypolimnas) aquí, otras en Kallimini.